# Crosville-sur-Scie

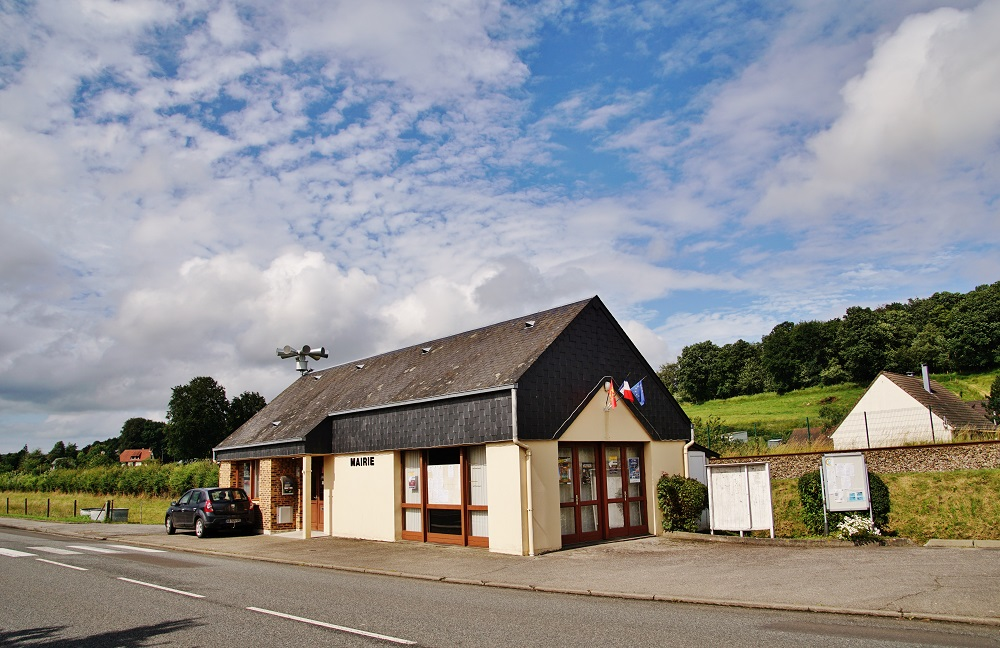
Crosville-sur-Scie, Mairie (2016)

Crosville-sur-Scie ist eine französische Gemeinde mit 233 Einwohnern (Stand 1. Januar 2022) im Département Seine-Maritime in der Region Normandie (vor 2016 Haute-Normandie). Sie gehört zum Arrondissement Dieppe und zum Kanton Luneray (bis 2015 Kanton Longueville-sur-Scie). Die Einwohner werden Crosvillais genannt.

## Geographie
Crosville-sur-Scie liegt im Pays de Caux etwa 12 Kilometer südlich von Dieppe.
Nachbargemeinden von Crosville-sur-Scie sind Manéhouville im Norden und Nordwesten, Anneville-sur-Scie im Norden und Nordosten, La Chaussée im Osten, Dénestanville im Süden und Südosten, Lintot-les-Bois im Süden und Südwesten sowie Bertreville-Saint-Ouen im Westen und Südwesten.

## Bevölkerungsentwicklung
| Jahr                      | 1962 | 1968 | 1975 | 1982 | 1990 | 1999 | 2006 | 2013 |
| Einwohner                 | 190  | 161  | 177  | 222  | 265  | 236  | 246  | 243  |
| Quelle: Cassini und INSEE |      |      |      |      |      |      |      |      |

## Sehenswürdigkeiten
- Kirche Saint-Pierre aus dem 12. Jahrhundert